# Hammaburg
Hammaburg era una fortezza costruita fra l'VIII e il IX secolo, sopra una piccola altura, alla confluenza dell'Alster con l'Elba. Scavi archeologici, effettuati in più fasi fra il 1947 e il 2006, hanno confermato che Hammaburg è il sito su cui sorge l'attuale città di Amburgo in Germania.

## Etimologia
Il nome Hammaburg deriva dall'unione di due parole: burg che ha il significato di castello e hamma la cui origine è incerta.
Nell'alto tedesco antico esistono sia la parola hamma = "angolo", che la parola hamme = "pascolo". Angolo potrebbe in questo caso riferirsi a una striscia di terra, o a una curva del fiume. Un'altra ipotesi deriva dalla considerazione che nella zona al tempo in questione (inizio IX secolo) la lingua parlata era l'antico sassone che iniziò appunto a svilupparsi nel IX secolo. In questa lingua esiste sia la parola hamm che significa qualcosa tipo "terra in una curva del fiume", che la parola ham che significa "riva di un fiume". Hammaburg sarebbe quindi  "castello (o fortificazione) in una curva del fiume".

## Posizione e descrizione

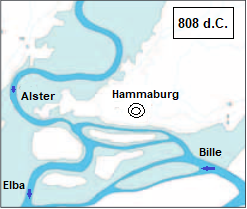
Posizione di Hammaburg a inizio IX secolo

La fortezza venne costruita su una cresta del terreno (detta geest in tedesco) tipica delle pianure alluvionali della Germania settentrionale, posta alla confluenza dei fiumi Bille e Alster con l'Elba. Il luogo costituiva una roccaforte naturale il quanto si ergeva dalla pianura circostante ed era protetta su tre lati dal fiume (l'Alster a nord e ad est, ed il Bille a sud), mentre a ovest si trovava una zona paludosa.
Hammaburg I
Anche se il territorio era abitato già in epoca precedente, la fortificazione più antica venne realizzata nell'VIII secolo. Si trattava di un fossato ovale di circa 50 x 57 metri che probabilmente circoscriveva una palizzata, anche se di essa non vi sono tracce. Una ipotesi è che il fossato potrebbe aver circondato un tempo il cortile di una famiglia alto rango sassone. Probabilmente c'erano edifici commerciali e residenziali accanto a questo cortile. Il fossato venne demolito nell'800 per espandere l'insediamento. Questo insediamento viene chiamato dagli archeologi Hammaburg I e si trova nell'area attuale che sta a sud della chiesa di San Pietro (Speersort e parco Domplatz).
Hammaburg II
La successiva trincea anulare aveva un diametro di circa 71 metri e può essere datata solo in modo impreciso a circa l'800. Anche in questo caso non si hanno prove archeologiche dell'esistenza di una palizzata, ne della struttura interna o della sua pianta. Questo insediamento viene chiamato Hammaburg II ed è con ogni probabilità quello citato nei testi dell'epoca. Anche questo fossato venne riempito nella metà del IX secolo. A conferma di questo numerosi frammenti di ceramiche, tipici della prima metà del IX secolo, al tempo di Oscar, furono trovati nel fossato di Hammaburg II.
Hammaburg III
La terza e più poderosa fortificazione sulla piazza della cattedrale, chiamata Hammaburg III, è stata costruita intorno al 900. L'enorme muro ad anello di circa 130 metri di diametro, con una larghezza della parete di fino a 22 m, era già stato scoperto durante gli scavi fatti dal 1949 al 1956. A quel tempo si credeva di aver localizzato l'Hammaburg citato nei documenti storici del tempo. In realtà gli scavi fatti nel 2005-2006 sono stati in grado di dimostrare che quella è una pianta molto più giovane, realizzata tra la fine del IX e l'inizio dell'XI secolo.

## Storia

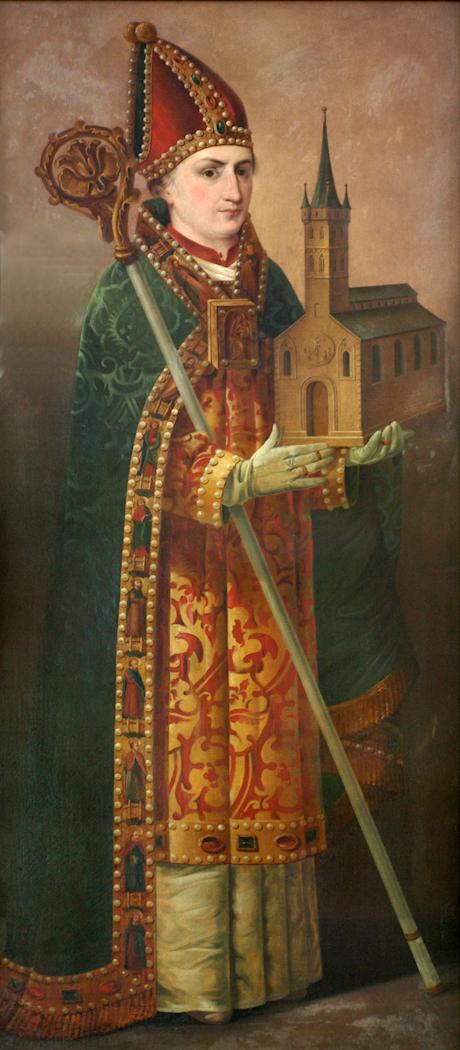
Dipinto di Oscar di Brema

L'area del basso corso dell'Elba è stata abitata fin dal paleolitico superiore da diverse comunità di cacciatori-raccoglitori. Fra queste la cultura di Amburgo, così chiamata in quanto uno dei suoi siti più significativi, risalente al 12.700 a.C., è stato ritrovato appunto nella zona di Meiendorf nella periferia nord-orientale della città (quartiere Rahlstedt). e la Cultura di Ahrensburg, successiva alla precedente, dal nome della cittadina di Ahrensburg a circa 25 km a nord-est di Amburgo.
In epoca antica il geografo Tolomeo, vissuto nel II secolo, cita nelle sue opere un posto sulle rive dell'Elba chiamato Treva che corrisponde alla moderna Amburgo. Non vi sono notizie di una presenza romana stabile nella zona. Vi furono tuttavia delle campagne militari romane ad opera del generale Decimo Claudio Druso che fra il 13 a.C. ed il 10 a.C. si spinse fino all'Ems, al Weser e all'Elba, costruendo una grandiosa rete di fortificazioni difensive. In epoca successiva gli abitanti della zona conservarono comunque contatti e scambi commerciali con i romani, come dimostrato da alcuni ritrovamenti di antiche monete d'oro romane avvenuti a Eppendorf e Lokstedt.
In epoca successiva l'area dell'Elba, fu abitata dai Sassoni a partire dal III secolo e venne sottomessa da Carlo Magno nel corso delle guerre sassoni, all'inizio del IX secolo. L'insediamento di Hammburg venne costruito in più fasi (vedi sopra) fra l'VIII ed il IX secolo. Hammaburg probabilmente era originariamente un centro commerciale, come suggerisce la ceramica locale sassone del periodo tra il 700 e l'800, che è stata ritrovata durante gli scavi. Dopo l'annessione definitiva all'impero carolingio, Hammaburg divenne un avamposto contro gli Slavi ed un centro per la diffusione della religione cristiana presso i pagani Norreni di Danimarca, Svezia e Norvegia. A questo scopo nel 831 l'imperatore carolingio Ludovico il Pio vi fondò una diocesi, che nell'834 venne elevata da Papa Gregorio IV ad arcidiocesi con giurisprudenza non solo sui territori circostanti, ma anche su Islanda, Groenlandia e tutta la Scandinavia. Come arcivescovo venne nominato Oscar di Brema, un benedettino proveniente dall'Abbazia di Corvey.
Nell'845 Hammaburg venne saccheggiata da un attacco Vichingo in cui venne bruciata gran parte della città, la cattedrale, il monastero e la biblioteca. Il vescovo Oscar riuscì a fuggire al saccheggio e riparò a Brema. Il clero e alcuni sopravvissuti all'attacco vichingo si stabilirono temporaneamente nel villaggio di Schmeessen nella foresta dei monti Solling, come determinato dai frammenti di ceramica ritrovati sul posto. È interessante notare che dal punto di vista archeologico non ci sono prove sufficienti di un terribile incendio come descritto da Rimbert. In effetti sono stati trovati alcuni segni di bruciatura, ma questi sono resti di carbone vegetale, argilla bruciata e pietre fuligginose che possono venire dai camini delle case.
Dopo la distruzione derivante dall'attacco vichingo Hammaburg continuò a vivere e anzi prosperò come centro per il commercio. Intorno al 900 venne costruita una fortificazione più imponente (Hammaburg III) e l'insediamento iniziò ad espandersi anche sulla sponda opposte del Bille, in quello che venne poi chiamato il Reichenstraßenfleet, dando luogo al nucleo iniziale del porto di Amburgo.

## Scavi

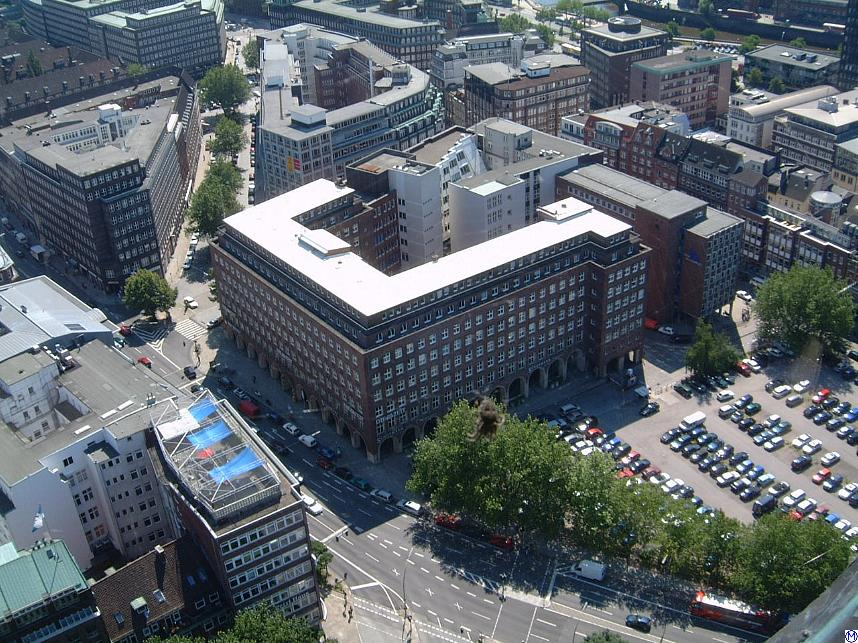
La Domplatz nel 2003 prima degli scavi

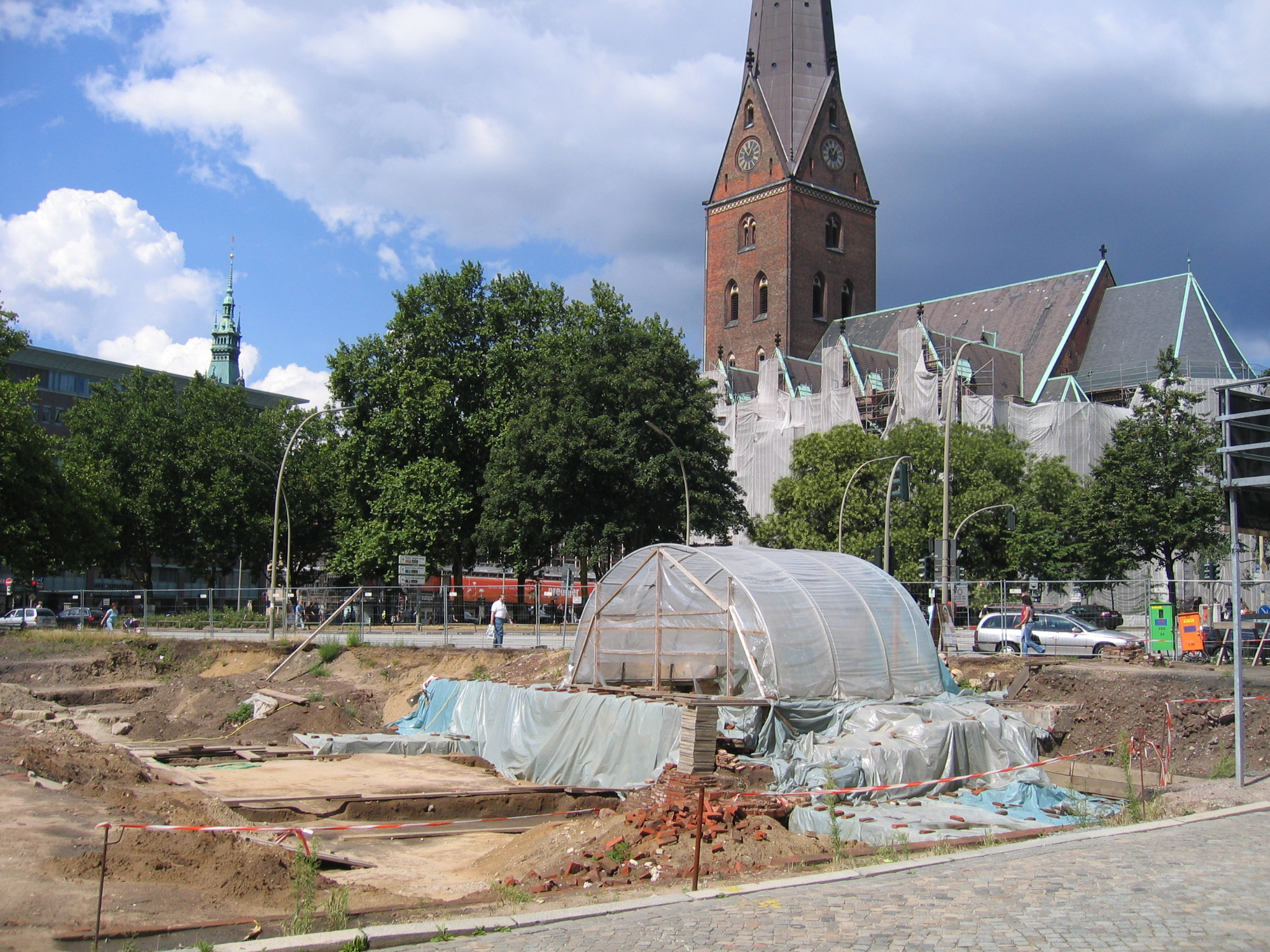
Scavi nella Domplatz nel 2006

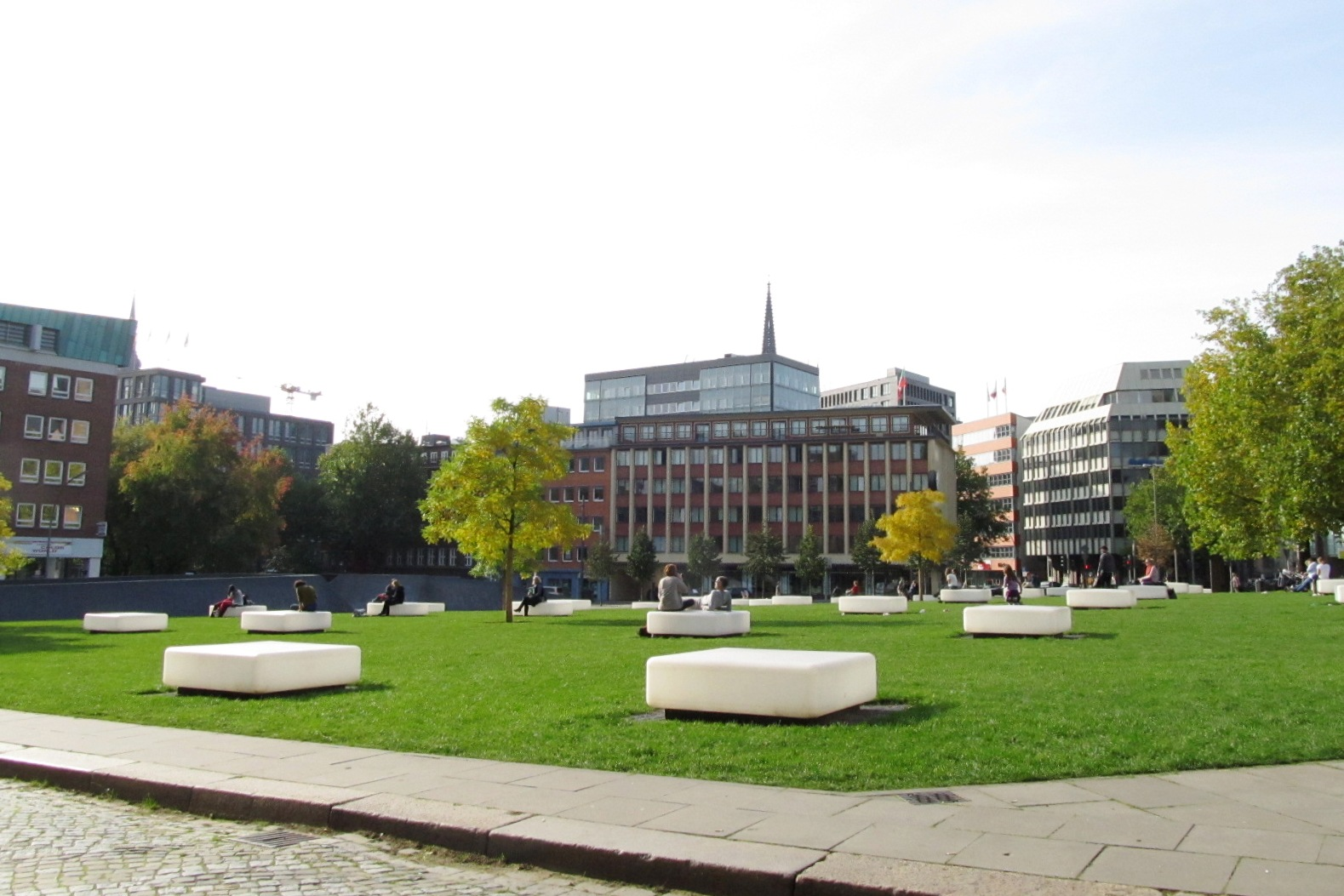
La Domplatz dopo i lavori di riqualificazione del 2008-2009

Amburgo è alla ricerca delle sue radici da secoli. Il sito di Domplatz è stato tre volte al centro di vaste campagne di scavo archeologico: negli anni 1949-56, 1980-87 e più recentemente nel 2005-06.
Le prime osservazioni conosciute di natura archeologica risalgono allo storico e teologo tedesco Albert Krantz nel XV secolo. Successivamente non sono state fatte osservazioni su larga scala fino al XIX secolo. Durante la ricostruzione del municipio di Amburgo (fra il 1886 ed il 1897) sono stati scoperti resti di antichi edifici, che sono stati documentati per la prima volta.
Dopo la distruzione della città avvenuta durante la seconda guerra mondiale, la conseguente ricostruzione permise la realizzazione di numerosi scavi nella città vecchia. Dal 1947 al 1957 Reinhard Schindler diresse degli scavi programmati nella zona dell'attuale Domplatz. Gli scavi furono interrotti nel 1957 ma vennero ripresi nel 1979 e conclusi nel 1987 sempre da Schneider.
Da luglio 2005 a dicembre 2006, il Museo Helms ha condotto un nuovo scavo archeologico nella Domplatz di Amburgo. Durante questa campagna è stata scavata una superficie di circa 3.500 metri quadrati ad una profondità di almeno 3 metri. Il team di archeologi del museo Helm, coordinato dal responsabile degli scavi Karsten Kablitz, ha raccolto e catalogato, usando una tecnologia di documentazione assistita da computer di ultima generazione, dati e reperti appartenenti a diversi strati storici. Nei mesi successivi un team di archeologi, coordinato dal prof. Rainer-Maria Weiss, direttore del museo Helms, ha elaborato i risultati delle indagini del 2005/2006, mettendoli in relazione anche con i dati delle precedenti campagne di scavo.
I risultati dello studio sono stati presentati in una conferenza tenutasi il 13/14 dicembre 2013 ad Amburgo. Gli studi hanno confermato che i reperti ritrovati sotto la Domplatz appartengono ad Hammaburg, ma che tuttavia il primo insediamento avvenne nell'VIII secolo e pertanto prima di quanto si pensasse, ed il primo insediamento era nato per sfruttare la posizione a fini commerciali.
Il Museo Archeologico di Amburgo ha presentato al pubblico i risultati ed i reperti raccolti negli scavi in una mostra tenutasi da ottobre 2014 ad aprile 2015, dal titolo: "Mythos Hammaburg – Archäologische Entdeckungen zu den Anfängen Hamburgs" ("Il mito di Hammaburg - Scoperte archeologiche sulle origini di Amburgo").
La Domplatz, sede principali degli scavi, era stata utilizzata principalmente come parcheggio per gli ultimi 60 anni, ma nel 2008 il 
governo della città ha affidato allo studio di architetti Breimann & Bruun un progetto di riqualificazione della piazza. Il progetto è stato completato nel 2009. Dopo la sua trasformazione, la piazza della cattedrale appare oggi come una ampia area verde con prato e alberi. Inoltre, per ricordare i riferimenti storici che caratterizzano il luogo, la piazza presenta oggi. Il primo Domburg stato modellato come una parete in lamiera d'acciaio e indica un bordo delle mura del Domburg al cui interno sono poste 42 piattaforme in materiale acrilico bianco posti nelle posizioni corrispondenti ai pilastri dell'antica Cattedrale di Santa Maria per dare così un'idea della dimensione e la forma del vecchio impianto. Quando tramonta il sole le piattaforme, che possono essere utilizzate come sedile, vengono illuminate.